# FK Sūduva
FK Sūduva este un club de fotbal lituanian din orașul Marijampolė, care evoluează în A Lyga.
În sezonul 2002-2003 al Cupei UEFA, a învins de două ori pe S.K. Brann din Norvegia, scorul final (tur și retur) fiind 6-4. În timpul meciului de pe teren propriu, Tomas Radzinevičius, în vârstă de 21 de ani, a reușit un hat-trick. Următorul lor oponent, Glasgow Celtic, din Scoția, s-a dovedit a fi mult mai puternic. FK Sūduva a suferit o înfrângere la scor în Scoția 1-8 și a pierdut acasă cu 0-2. Celtic a ajuns în finala competiției, pierzând în fața celor de la F.C. Porto cu scorul de 3-2 după prelungiri.

## Palmares
- Campionatul Lituanian: 3

2017, 2018, 2019
- Cupa Lituaniei (3): 2006, 2009, 2019
- Super Cupa Lituaniei (4): 2009, 2018, 2019, 2022[1]

## Participări în campionatele lituaniene
| Sezon | Div. | Liga                | Locul | @      |                          |
| ----- | ---- | ------------------- | ----- | ------ | ------------------------ |
| 2000  | 3.   | Antra lyga (Pietūs) | 1.    | [ 2 ]  | ▲ Promovat in Pirma lyga |
| 2001  | 2.   | Pirma lyga          | 2.    | [ 3 ]  | ▲ Promovat in A lyga     |
| 2002  | 1.   | A lyga              | 6.    | [ 4 ]  |                          |
| 2003  | 1.   | A lyga              | 6.    | [ 5 ]  |                          |
| 2004  | 1.   | A lyga              | 7.    | [ 6 ]  |                          |
| 2005  | 1.   | A lyga              | 3.    | [ 7 ]  |                          |
| 2006  | 1.   | A lyga              | 5.    | [ 8 ]  |                          |
| 2007  | 1.   | A lyga              | 2.    | [ 9 ]  |                          |
| 2008  | 1.   | A lyga              | 4.    | [ 10 ] |                          |
| 2009  | 1.   | A lyga              | 3.    | [ 11 ] |                          |
| 2010  | 1.   | A lyga              | 2.    | [ 12 ] |                          |
| 2011  | 1.   | A lyga              | 3.    | [ 13 ] |                          |
| 2012  | 1.   | A lyga              | 3.    | [ 14 ] |                          |
| 2013  | 1.   | A lyga              | 4.    | [ 15 ] |                          |
| 2014  | 1.   | A lyga              | 5.    | [ 16 ] |                          |
| 2015  | 1.   | A lyga              | 4.    | [ 17 ] |                          |
| 2016  | 1.   | A lyga              | 3.    | [ 18 ] |                          |
| 2017  | 1.   | A lyga              | 1.    | [ 19 ] |                          |
| 2018  | 1.   | A lyga              | 1.    | [ 20 ] |                          |
| 2019  | 1.   | A lyga              | 1.    | [ 21 ] |                          |
| 2020  | 1.   | A lyga              | 2.    | [ 22 ] |                          |
| 2021  | 1.   | A lyga              | 2.    | [ 23 ] |                          |
| 2022  | 1.   | A lyga              | 6.    | [ 24 ] |                          |
| 2023  | 1.   | A lyga              | 7.    | [ 25 ] |                          |
| 2024  | 1.   | A lyga              | 9.    | [ 26 ] |                          |
| 2025  | 1.   | A lyga              | .     | [ 27 ] |                          |

## Lotul actual
Actualizat ultima dată la 4 august 2025. 
| Nr. |          | Poziție | Jucător              |
| --- | -------- | ------- | -------------------- |
|     | Lituania | P       | Ignas Plūkas         |
| 4   | Lituania | F       | Simas Venckevičius   |
| 5   | Lituania | F       | Žygimantas Baltrūnas |
| 15  | Serbia   | F       | Aleksandar Živanović |
| 29  | Lituania | F       | Markas Beneta        |

| Nr. |          | Poziție | Jucător        |
| --- | -------- | ------- | -------------- |
| 99  | Lituania | P       | Vilius Stebrys |

## Jucători notabili
- Rafael Ledesma (2012–13)
- Darius Gvildys (2005–07)
- Saulius Klevinskas (2000–09)
- Povilas Leimonas (2005–13)
- Darius Maciulevičius (2005–08)
- Tomas Mikuckis (2006–08)
- Tomas Radzinevičius (1997–05), (2013-????)
- Giedrius Slavickas (2001–10)
- Vaidas Slavickas (2005–12), (2015-)
- Andrius Urbšys (2003–12)
- Nerijus Valskis (2012–13)
- Keisuke Honda (2021)
- Nicolás Gorobsov (2020–2021)

## Antrenori
- Jonas Kaupaitis (1968–73)
- Mantas Valukonis (1991)
- Saulius Stankūnas (1991–03)
- Algimantas Gabrys (2003–Dec 31, 2003)
- Valdemaras Žilinskas (2004)
- Rino Lavezzini (2004–2 mai 2005)
- Algimantas Gabrys (10 mai 2005 – 20 aprilie 2008)
- Igoris Pankratjevas (2008)
- Gediminas Jarmalavičius (2008–09)
- Donatas Vencevičius (Jan 29, 2010–Nov 19, 2010)
- Virginijus Liubšys (17 aprilie 2010 – 6 iulie 2012)
- Darius Gvildys (9 iulie 2012– Sept, 2014)
- Aleksandar Veselinović (Dec 21, 2014 – Aug 31, 2016)
- Vladimir Čeburin (Sep 8, 2016 – 22 Dec 2019)[29]
- Heimo Pfeifenberger (2020)[30]
- Saulius Širmelis (2020)
- Victor Basadre (2021–2022)
- Miguel Moreira (2022)
- Dovydas Lastauskas 2023–2024